# 阿苏阿拉
阿苏阿拉，是西班牙阿拉贡自治区萨拉戈萨省的一个市镇。 总面积166平方公里，总人口667人（2001年），人口密度4人/平方公里。